# Ghips

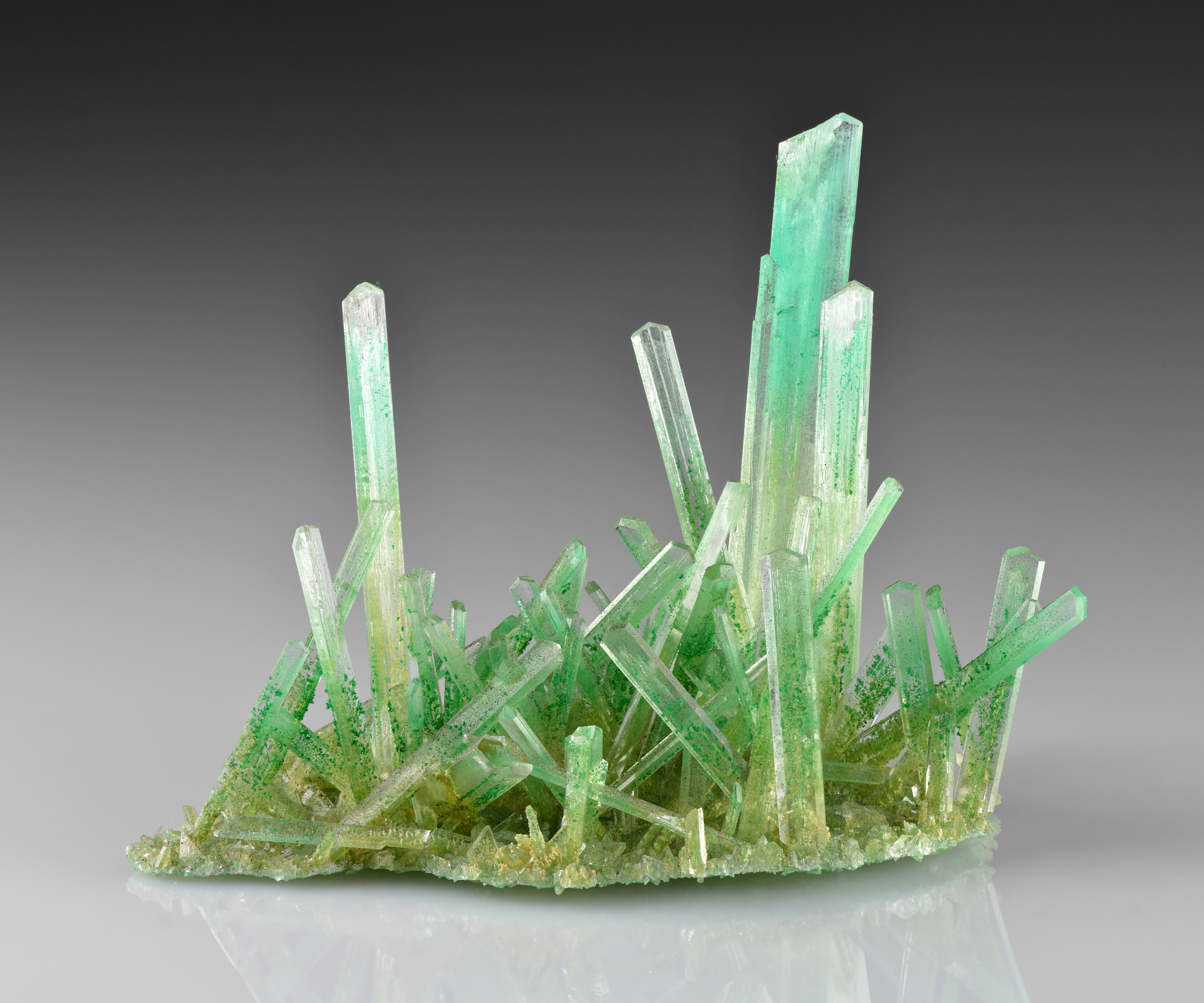
Ghips

Ghipsul (sau gipsul) este un mineral incolor, cu forme intermediare de culoare, până la alb, având formula chimică: CaSO4 • 2 H2O (sulfat de calciu).
Roca cu conținut ridicat în ghips se numește tot ghips.
Ghipsul este ușor solubil în apă, are o duritate mică (2), cristalizează în sistemul monoclinic, lasă o "urmă" albă.
Se depune atunci când după evaporarea unei părți din apa marină mai rămâne cca 30% apă (70% din apă s-a evaporat).

## Caracteristici
Prin încălzire, pierde o parte din apa de cristalizare formându-se un "hemihidrat" numit Bassanit, cu formula chimică: CaSO4 • ½ H2O.

Cristal de ghips

Prin pierderea în continuare a apei de cristalizare se formează sulfatul anhidru de calciu, denumit Anhidrit (CaSO4).
.

## Răspândirea în natură
Apare atât ca formă masivă și cristalină, cu cristale incolore sau colorate în alb, galben, roșu sau cenușie (alabastru), cât și sub formă fibroasă (ghips fibros). În unele cazuri poate forma cristale transparente (selenit). În mina Naica din Chihuahua, Mexic s-au găsit cristale cu lungime de 15 m.

Ghipsul se formează prin cristalizare din soluții suprasaturate în sulfat de calciu din apa de mare, sau prin acțiunea acidului sulfuric asupra rocilor calcaroase.

Zăcăminte mai importante de ghips se află în Mexic, Algeria, Spania, Germania.

## Varietăți
- α-Halbhydrat (CaSO4 • ½ H2O) se formează într-o cavitate (autoclav) închisă.
- β-Halbhydrat (CaSO4 • ½ H2O) prin ardere amestecat cu apă în atmosferă.
- Anhidrit III (CaSO4 • 0,x H2O) formare la temperaturi până la 300 °C.
- Anhidrit IIs (CaSO4) formare la temperaturi între 300-500 °C
- Anhidrit IIu (CaSO4) formare la temperaturi între 500-700 °C
- Anhidrit I (CaSO4) formare la temperaturi de 1180 °C.

## Utilizare
Prin calcinare pierde apa de cristalizare; pulberea obținută absoarbe din nou apă, solidificându-se. Această proprietate este folosită în industria de construcții. Creta folosită în școli provine la fel din ghips.
În medicină este utilizat pentru fixarea fracturilor de oase, ca bandaj de ghips, în stomatologie ca mulaj.
În arheologie, paleontologie și în artă, ca statui din ghips curat sau în amestec cu alte minerale.

## Istoric
Încă din antichitate ghipsul era folosit în construcții, pentru ornamentarea clădirilor, sau ca mortar.

### Ghipsul sintetic
Deoarece resursele de ghips natural sunt limitate, o alternativă utilă la această resursă naturală neregenerabilă o reprezintă ghipsul sintetic, denumit și ghips chimic. Principalele surse de obținere a acestuia sunt:
- din acid fosforic,
- din alți acizi minerali (acid citric etc.)
- prin desulfurizarea gazelor,
- prin neutralizarea apei acide (acid sulfuric) din industria dioxidului de titan.